# Virgen de la vela

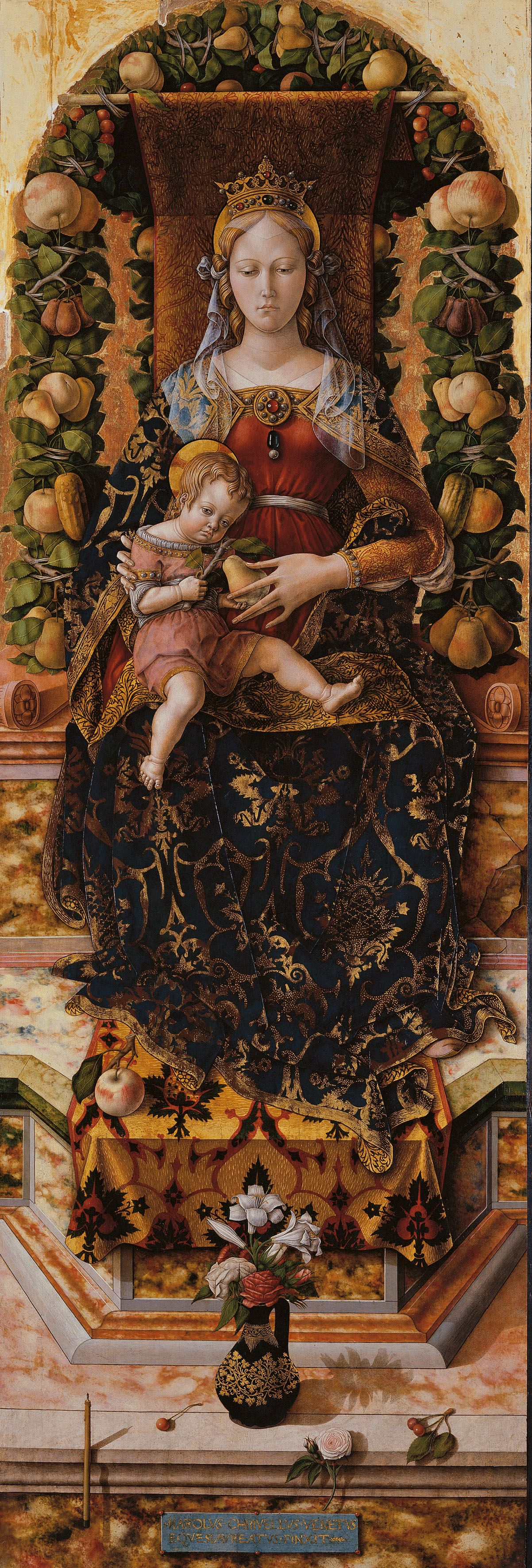
Madonna della Candeletta, Carlo Crivelli, 1490.

La Virgen de la vela, o, en italiano, Madonna de la Candeletta, es un pintura al temple y dorado sobre tabla (218 x 75 cm) de Carlo Crivelli, datada en o poco después de 1490 aproximadamente y conservada en la Pinacoteca de Brera de Milán. Es el panel central del separado Políptico del Duomo de Camerino y está firmado KAROLUS CHRIVELLUS VENETUS EQUES [L]AUREATUS PINXIT.

## Historia
El contrato de encargo a Carlo Crivelli de un políptico para el altar central de la catedral de Camerino está datado el 10 mayo de 1488; en él constan las medidas de 3,4 metros de anchura por 4,7 metros de altura. La firma sobre el panel central muestra como el artista puso con orgullo el título de "eques laureatus", es decir "caballero", recién obtenido en 1490 de Fernando de Aragón, por lo que la finalización de la obra es seguramente posterior. 
Sobre los acontecimientos históricos atravesados por tan complejo retablo de altar poco se conoce. Sin embargo, una carta dirigida al Capítulo de la catedral del obispo Berardo Bongiovanni fechada el 16 de mayo de 1548, hoy conservada en el Archivo diocesano de Camerino, llevaría a concluir que la remoción del políptico del altar mayor tuvo lugar ese año, en el ámbito del reordenamiento funcional y decorativo del presbiterio auspiciado por el prelado. Otros documentos conservados en el archivo de la Curia confirman que, en el siglo XVIII, la obra no se encontraba sobre el altar mayor; también atestiguan, además, que partes de él probablemente se colocaron sobre la contrafachada de la iglesia. Cuando la iglesia fue destruida por un terremoto en 1799 la pintura resultó dañada y, con muchas otras de la zona, fue colocada en la iglesia de San Domenico.
Aquí los comisionados napoleónicos retiraron la obra para llevarla al naciente museo de Brera, en Milán. Se sabe que entraron en el museo la parte central, la denominada Madonna de la Candeletta, los santos Ansovino y Jerónimo (panel que luego terminó en la Galería de la Academia de Venecia) y la Crucifixión, inventariados respectivamente con los números 713, 714 y 712. El último panel es hoy considerado ajeno al políptico.

## Descripción y estilo

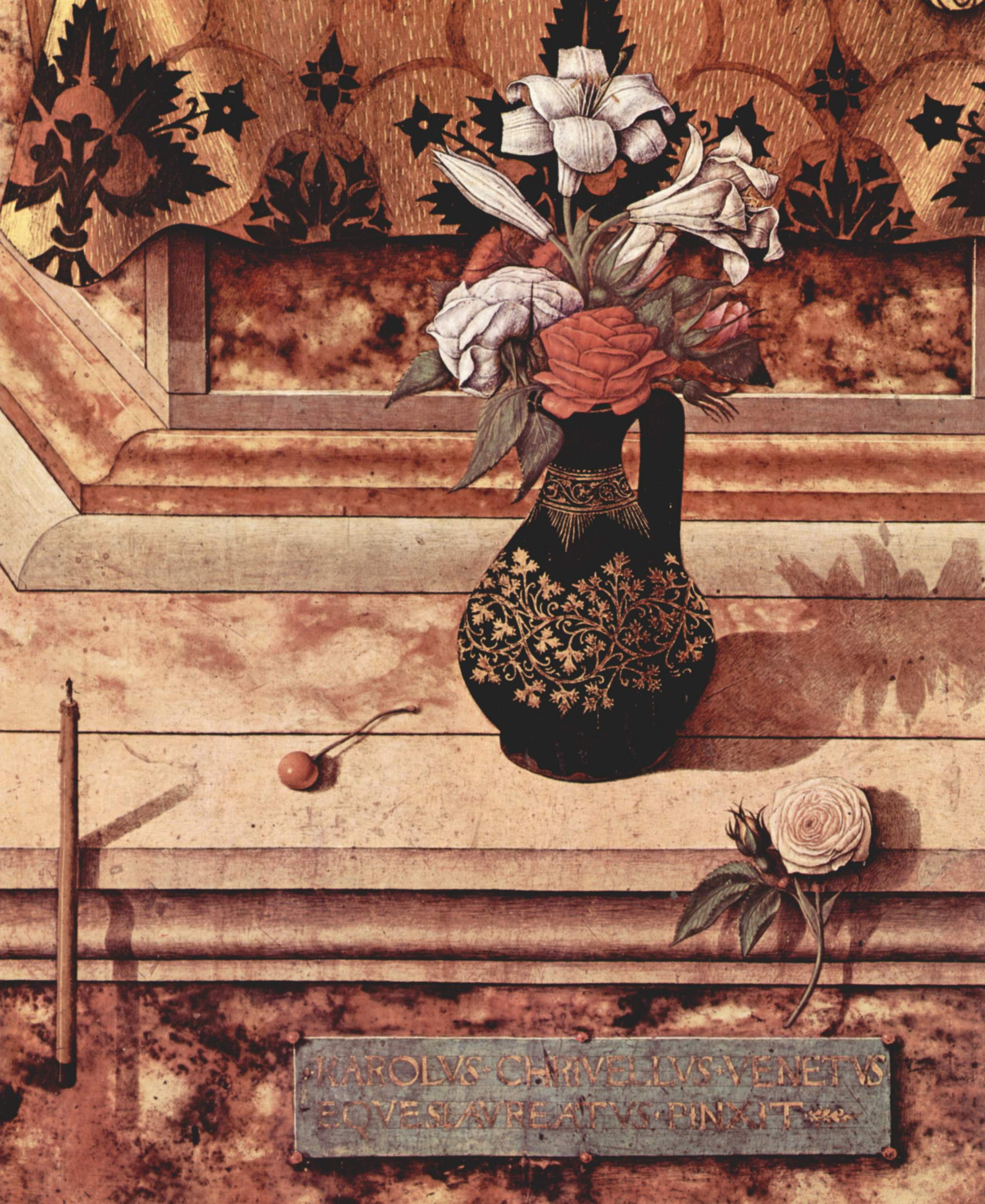
Detalle.

Sobre un magnífico trono marmóreo, en un nicho vegetal de hojas y frutas y con una tela a la espalda, la Madonna está sentada con el Niño en el regazo, sujetando una pera, alusión al fruto del Pecado original, que Jesús redimirá con su sacrificio. El ojo del espectador atraviesa la tabla de arriba abajo, sin encontrar donde posarse si no en la carnación del delicado rostro de María, de sus manos, y de la figura del Niño. Aparece elegantemente vestida y con corona, en pose estatuaria, con el perfecto óvalo del rostro sin traslucir ninguna emoción; lo que se contrapone a la figura nerviosa del Niño de mirada melancólica jugueteando con la pera, arrancada quizás de la cercana guirnalda. Todo es decoración, de las frondosas guirnaldas a las telas ricamente adamascadas en varios colores, de las joyas a los brillos y vetas de los mármoles, bajando el refinado escalón, donde se encuentran un melocotón, un jarrón colmado de flores simbólicas (lirios representando la virginidad de María, rosas marianas rojas y blancas, símbolo de la Pasión y de la pureza respectivamente), algunas cerezas, una rosa desechada, la inscripción con la firma en una fingida placa metálica y la delgada vela que da título a la obra. Son todos elementos simbólicos, pero también evidencia de la gran destreza del artista, que parece casi invitar al espectador a alargar la mano para recoger tales objetos verosímiles hacia sí.
Todo apunta hacia una sensación de vértigo, desde la sobreabundancia decorativa, con profusión de oros y rojos, a los frutos anormales, la característica perspectiva irreal crivelliana, a la flamenca, que crea un espacio ilusionista pero irreal, no medible. En esos años Crivelli se encontraba en la cumbre de su fortuna en las Marcas, habiendo consolidado un lenguaje pictórico que, al tiempo que aprovechaba las novedades renacentistas y el virtuosismo del color que se había desarrollado en Venecia y Padua, persistía en complacer los gustos tardogóticos de los clientes fieles al oro brillante en las pinturas, el refinamiento de los tejidos usados por los personajes y a los detalles tomados de las diversas artes suntuarias.

"Todos los objetos, joyas, telas, frutas y flores se fabrican con gran habilidad y atención a los valores ópticos de la reflexión de la luz y la incidencia de las sombras, especialmente en la vela votiva suspendida en el borde de la pintura, que determina el nombre convencional de la obra, y en el espléndido jarrón de rosas en primer plano."
AA.VV., La storia dell'arte, Vol. 6, op., cit., p. 640